# Art Students League of New York
L'Art Students League of New York est une école d'art fondée en 1875 à New York.

## Historique
Fondée en 1875, cette Art Students League a été créée en réponse à la fois à une lacune anticipée dans le programme des cours de la National Academy of Design pour cette année-là, et à des désirs à plus long terme de plus de variété et de flexibilité dans la formation des artistes. Le groupe d'étudiants dissidents comprenait de nombreuses femmes, et était à l'origine logé dans des chambres louées à l'angle de la 16e rue et de la 5e avenue.
Lorsque l'Académie a repris un programme plus typique - mais libéralisé - en 1877, les étudiants de l'Art Students League of New York ont voté en faveur de la poursuite de son programme, et elle a été constituée en société l'année suivante. La League a participé à la fondation de l'American Fine Arts Society (AFAS) en 1889, avec la Society of American Artists et l'Architectural League, entre autres. L'American Fine Arts Building, situé au 215 West 57th Street, construit pour servir de siège commun, continue d'abriter la Ligue depuis 1892. Conçu dans le style Renaissance française par l'un des fondateurs de l'AFAS, l'architecte Henry Hardenbergh (en collaboration avec W.C. Hunting et J.C. Jacobsen), le bâtiment est désigné comme un point d'intérêt de la ville de New York et figure sur le registre national des lieux historiques.
À la fin des années 1890 et au début des années 1900, un nombre croissant de femmes artistes sont venues étudier et travailler à la League, et beaucoup d'entre elles ont assumé des rôles clés. Parmi elles, Wilhelmina Weber Furlong et son mari Thomas Furlong. Le couple d'avant-garde a servi la ligue dans des rôles exécutifs et administratifs et en tant que membres étudiants tout au long du mouvement moderniste américain. Alice Van Vechten Brown, qui allait plus tard développer certains des premiers programmes d'art dans l'enseignement supérieur américain, a également étudié avec la ligue jusqu'à ce qu'une longue maladie familiale la contraigne à revenir à son domicile.
La popularité de la League s'est maintenue dans les années 1920 et 1930 sous l'impulsion d'enseignants tels que le peintre Thomas Hart Benton, qui comptait parmi ses élèves le jeune Jackson Pollock et d'autres artistes d'avant-garde qui allaient devenir célèbres dans les années 1940.
Entre 1942 et 1943, de nombreux étudiants de la League se sont engagés dans les forces armées pour participer à la Seconde Guerre mondiale, et le nombre d'inscriptions a chuté, ce qui aurait pu conduire la League à fermer au milieu de l'année 1943. Elle n'a pu maintenir son activité que grâce à des dons.
La League a continué à exercer une influence formatrice sur les artistes novateurs. Elle a joué un rôle dans l'émergence  des expressionnistes abstraits, des artistes pop et d'un grand nombre d'autres artistes. En 1968, Lisa M. Specht a été élue première femme présidente de la Ligue. L'importance unique de la League dans le monde de l'art a quelque peu diminué au cours des années 1960. Pour autant, en 2010, la Ligue continue d'attirer une grande variété de jeunes artistes. Son importance réside en grande partie dans la poursuite de sa mission originale - donner accès aux cours d'art et aux ateliers à tous, quels que soient leurs moyens ou leur bagage technique.

## Anciens élèves célèbres
- Pacita Abad
- Rodolfo Abularach
- Garo Antreasian
- Saul Bass
- Romare Bearden
- Louise Bourgeois
- Alexander Calder
- Elizabeth Catlett
- Johnny Craig
- Reed Crandall
- Whitney Darrow Jr.
- Eulabee Dix
- Katherine Dreier
- Abastenia St. Leger Eberle
- Will Eisner
- Al Feldstein
- Agustin Fernandez
- Lou Fine
- Frank Giacoia
- Nancy Hemenway Barton
- Al Hirschfeld
- Frances Benjamin Johnston
- Nacéra Kainou de 1986 à 1989
- Jack Kamen
- Bob Kane
- Ruth Kligman
- Claude Lepape en 1932
- Roy Lichtenstein
- Louisa Matthíasdóttir
- Eugene McCown
- Nela Arias-Misson
- Frank H. Netter
- Edward Penfield
- Irene Rice Pereira
- Geneviève Pezet
- Jackson Pollock
- Norman Rockwell
- Joan Semmel
- John Shaw
- Robert Smithson
- Anita Steckel
- Florine Stettheimer
- Elaine Sturtevant
- Kutagawa Tamiji
- Frederic Thompson
- Gloria Vanderbilt
- Art Young
- Elsie Ward
- Ai Weiwei
- Irving Ramsey Wiles
- May Wilson Preston
- Abby Williams Hill
- Lavinia Williams